# لیتل ویس (فیلم)
لیتل ویس (انگلیسی: Little Voice) یک فیلم سینمایی بریتانیایی در سبک فیلم موزیکال که در سال ۱۹۹۸ منتشر شد.
برندا بلتین توانست به‌خاطر بازی در این فیلم برای دریافتِ جایزه اسکار بهترین بازیگر نقش مکمل زن نامزد شود.

## بازیگران
- جین هرکس
- برندا بلتین
- مایکل کین
- ایوان مک‌گرگور
- جیم برودبنت
- فیلیپ جکسون
- آدام فوگرتی
- آنت بدلند